# Света Богородица (Железнец)
„Света Богородица“ (на македонска литературна норма: „Света Богородица“) е възрожденска православна църква в демирхисарското село Железнец, Северна Македония. Църквата е част от Сопотнишката енория на Крушевско-Демирхисарската епархия на Македонската православна църква – Охридска архиепископия.
Църквата е разположена в центъра на селото. На западната стена отвън, над доградения нов притвор, има каменен релеф с кръст и годината 1852.
В архитектурно отношение църквата е еднокорабен храм с полукръгъл свод и петстранна апсида на изток. Зидарията е от ломен камък, като отворите, венецът и апсидата са от дялан бигор. Покривът първоначално е бил от каменни плочи, заменени по-късно с керемиди. Фасадите са фугирани. На северната и южната стена отвътре има по пет пиластъра за укрепване, които са свързани с дъги.
Изписана е във втората половина на XIX век от анонимен зограф. Живописта или е два слоя или е надживописана.